# Филипп I (маркграф Намюра)
Филипп I Благородный (фр. Philippe I le Noble; март 1174 — 15 октября 1212) — граф Намюра с 1195, маркграф Намюра с 1196 года. Второй сын графа Эно Бодуэна V и графини Фландрии Маргариты I Эльзасской.

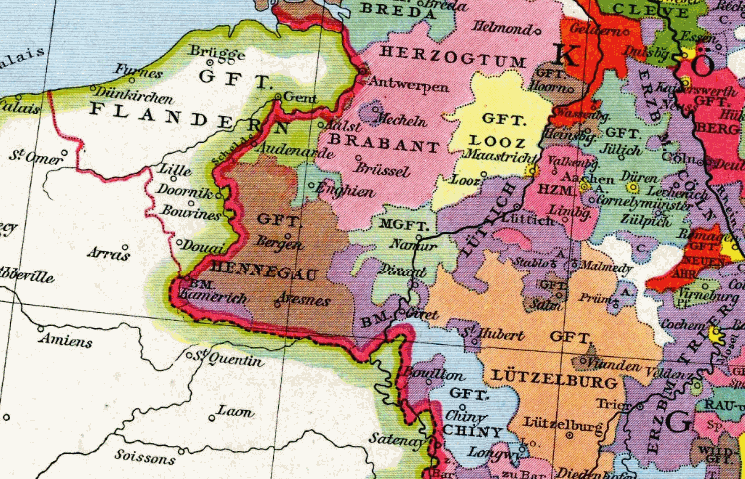
Маркграфство Намюр на карте северо-западной Германии XIII в. (зелёным цветом)

## Биография
Согласно завещанию отца после его смерти Филипп получил Намюр. При этом в том же завещании было прописано, что Намюр должен находится в вассальной зависимости от графства Эно.
Однако на Намюр также претендовал граф Бара Тибо I, предъявлявший права от имени своей жены Эрмезинды, дочери Генриха Слепого, графа Люксембурга и Намюра. В своё время Генрих, не имевший детей, признал наследником Намюра мужа своей сестры Алисы — графа Эно Бодуэна IV, а после его смерти в 1171 году наследником стал их сын Бодуэн V, отец Филиппа. Однако в июле 1186 года у 75-летнего Генриха Слепого неожиданно родилась дочь Эрмезинда. После этого Генрих аннулировал предыдущее распоряжение о наследстве. Для того, чтобы защитить свою дочь от притязаний Бодуэна, Генрих помолвил её в 1187 году с графом Шампани Генрихом II. Не согласный с этим Бодуэн V обратился с жалобой к императору Фридриху I Барбароссе, который в итоге в 1188 году вынудил Генриха Слепого восстановить графа Эно в статусе наследника. Однако Бодуэн не стал дожидаться смерти Генриха Слепого и в 1189 году захватил Намюр. Император Фридрих поддержал Бодуэна и, более того, тайно возвёл Намюр в статус маркграфства. В 1190 году стороны достигли компромисса. Намюр закреплялся за Бодуэном V де Эно, Ла Рош и Дарбюи оставались в руках Генриха Слепого до его смерти.
Женившись в 1197 году на Эрмезинде, Тибо I де Бар решил вернуть Намюр. В результате он начал войну против Филиппа, которая продолжалась до 1199 года. Окончательным исходом этой борьбы стал достигнутый компромисс в 1199 году. 26 июля по Динанскому договору, с согласия короля Германии Филиппа Швабского, Филипп получал Намюр, а Эрмезинда и Тибо — графство Люксембург, отказавшись от прав на маркграфство.
В отличие от своих братьев Бодуэна (Балдуина) и Генриха, которые отправились в Четвёртый крестовый поход, Филипп остался в Европе. Он был назначен старшим братом Бодуэном регентом Фландрии и Эно. Бодуэн и Генрих, которые по очереди занимали пост образованной на территории Византии императора Латинской империи, в Европу так и не вернулись.
В 1205 году умер император Бодуэн Фландрский, оставив двух малолетних дочерей — Жанну, унаследовавшую Фландрию и Эно, и Маргариту. Их мать умерла ещё в 1203 году, девочки были на попечении епископа Льежа Гуго де Пьерпона. Право на опеку над наследницами самых богатых и обширных владений в Нидерландах у Филиппа попытался оспорить король Франции Филипп II Август. Положение Филиппа Намюрского осложнило то, что он не мог просить помощи королей Англии и Германии, которые были поглощены междоусобной войной. При этом в Нидерландах у него был могущественный противник в лице герцога Брабанта Генриха I. Филиппу в итоге удалось выкупить у епископа Льежа права на опеку над племянницами, но король Франции умело воспользовался сложным положением Филиппа. В итоге в 1206 году Филипп Намюрский был вынужден пойти на союз с королём Филиппом II Августом. Он принёс королю присягу на верность, взамен король отдал за него замуж одну из своих дочерей. А в 1208 году Филипп Намюрский передал королю Франции опеку над Жанной и Маргаритой Фландрскими, что по мнению историков имело роковые последствия для Нидерландов, поскольку Филипп II Август получил таким образом возможность распоряжаться Фландрией и Эно по своему усмотрению.
Филипп Намюрский оставался регентом Фландрии до января 1212 года, когда Жанна Фландрская вышла замуж за Фердинанда Португальского. Он умер 15 октября 1212 года и был похоронен в соборе Сен-Обин в Намюре. Детей он не оставил, прервав тем самым род Эно в Намюре. Намюр унаследовал старший сын его сестры Иоланды — Филипп II де Куртене.

## Брак
Жена: с августа 1206 года (контракт) Мария Французская (после 1197 — 15 августа 1238), дочь короля Франции Филиппа II Августа от третьего брака с Агнессой Меранской. Детей не было. После смерти Филиппа Агнесса 22 апреля 1213 года вышла второй раз замуж — за герцога Брабанта Генриха I.